# Јанош Хуњади
Јанош Хуњади (срп. Сибињанин Јанко, Јован Хуњади; лат. Ioannes Corvinus; око 1406. — Земун, 11. август 1456) је био тамишки жупан, северински бан, војвода Ердеља (од 1441), капетан Београда (1444—1446) и намесник (1446—1453) Краљевине Угарске. Јанош Хуњади је био отац Матије Корвина, једног од најпознатијих мађарских краљева.

## Порекло
Јанош се родио у племићкој породици 1387. или 1407. године (различити извори дају ове податке), као син Војка (Vojk, Voyk, Vajk, Voicu), унук Срб(ин)а (Serb, Sorb, Serbe), влашког кнеза из Баната, у данашњем румунском округу Турну Северин (мађ. Szörény). Мађарски историчар Јанош Карачоњи у својој књизи заступа "српску тезу". По њему је Јанко само одгајан као римокатолик, јер је то био законски услов да буде влашки племић и кнез. По неким изворима, по мајци је куманског порекла. По теорији из 19. века Јаношев деда Срб је био пореклом из Србије, али ова теза није потврђена у изворима. Зна се да је Срб имао три сина — Војка (Vojk), (Јаношев отац), Магоша (Magos) и Радола (Radol). Постоје и извори по којима се тврди да је Јанош влашког/румунског порекла.
Јаношева мајка се звала Ержебет Моржинај (мађ. Erzsébet Morzsinay; рум. Elisabeta Mărgean), и била је кћи влашког племића из Хуњада за кога се приповедало да је у сродству са познатом породицом Моржинај. Јаношева жена Ержебет Силађи (мађ. Erzsébet Szilágyi); или Маргарита Свилојевић, име по коме је позната у српској народној традицији, потицала је из угледне мађарске племићке породице чије се презиме поклапа са именом области Силађ у Угарској.
Мада веома популаран, Хуњади није имао довољно племенито порекло да би и сам могао постати краљ Мађарске.
Војк је своје презиме Хуњади узео када му је краљ Жигмунд поклонио 1409. године баштину и замак Вајда-Хуњад. Наслов Корвин је први користио биограф Јаношевог сина Матије.
Јанош Хуњади је имао старијег брата Јаноша, северинског бана (често је био замењиван с њим), који је умро негде око 1440.
Причало се у народу, а и сам Хуњади је гласине подстицао, да је он син Жигмунда Луксембуршког (Sigismund of Luxemburg). Везу је представљао Јаношев отац, који је двадесет година верно служио краљу Жигмунду. Ово предање здушно су користили његови потомци у борбама за угарски престо.

### Порекло Хуњадија по српским предањима
Према српским и јужнословенским народним предањима, познатим у записима од 17. века па надаље ("Савински летопис", бугарштица из прве половине 18. века, "Српски рјечник" Вука Стефановића Караџића итд.), Јанош је био син деспота Стефана Лазаревића. Наиме, у различитим варијантама, будимска, сибињска односно грчка господа, задивљена племенитим деспотовим изгледом, пожелела су од њега порода, и као госту му подвела своје кћери. Тако су рођени Јанко и Јана, или Јанко и Руде, у другој варијанти. Јана или Руде су мајке Јанковог епског сестрића Секуле, историјског Јаноша Секеља, бана Славоније (отуда "Бановић" Секула), који је погинуо у другом боју на Косову 1448. године. Архаичан обичај гостинске обљубе, који је у основи ове теме, послужио је да се изведе легендарна веза између српске династије Немањића, угарске круне и Бранковића: Немањићи → кнез Лазар (преко Милице, потомкиње кнеза Вратка) → Високи Стефан → Јанко Сибињанин → краљ Матијаш → Змај Огњени Вук (тј. деспот Вук Гргуревић, унук Ђурђа Бранковића). Улцињски бискуп, Србин из 15. века, Мартин Сегон је написао да је Јанко био православац: "Преостаје само један примјер достојан памћења који треба да слави потомство, Јанка Хуњадија, који никада није допустио да Турци покрену поход против хришћана... Његове славне и најсветије подухвате за одбрану православне државе..." ("Књижевност Црне Горе од 12. до 19. вијека — писци средњовјековног латинитета" књига 1. (Обод, Цетиње 1996) на pp. 260.).

## Успон Јаноша Хуњадија
Своју војну каријеру Хуњади је започео у служби деспота Стефана Лазаревића, по неким изворима у тврђави Бешће, али је убрзо потом своје услуге понудио краљу Жигмунду.

## Хуњади са краљем Жигмундом и борба за престо
Као веома способан војник, Хуњади се исказао у служби краља Жигмунда од 1432. године. Пошто је био имућан, новчано је помагао краља у његовим походима и пратио га на свечаност крунисања за светог римског владара у Франкфурт 1410. године. Учествовао је у хуситским ратовима 1420, у походу на Турке и ослобађању Смедерева. За своје услуге је добио у баштину доста земље и постао члан краљевског савета.
Године 1438, немачки краљ Албрехт II доделио је Хуњадију титулу бана Северина. Ову област на јужним границама Угарске су омеђивале три реке: Драва, Сава и Дунав, а како се граничила с Турском, била је у сталној опасности од турских упада. Ту је Хуњади побрао и највише симпатија хришћанског света, слављен као последња одбрана од турске најезде са Истока и ширења Османског царства.
После изненадне смрти краља Албрехта (1439), Хуњади, осећајући да је Угарској потребан краљ који има снаге да се бори против Османског царства, залагао се за младог Владислава III Јагелонца Варњенчика (пољ. Władysław III Warneńczyk; мађ. Ulászló I.); будућег краља Пољске и Угарске. Тиме се супротставио интересима моћног Улриха II Цељског, који је подржавао Албертову удовицу Елизабету и њеног малолетног сина, Ладислава V Посмрчета (мађ. László V), будућег владара Чешке (Ladislav I), Хрватске (Ladislav IV), Угарске (László V) и војводе Аустрије (Ladislaus, Herzog von Österreich).
После грађанског рата у коме је превагу однела странка Владислава III, Хуњади је за верну службу у повереним му областима награђен управом над Београдом (титула капетана Београда) и Ердељом (титула намесника Ердеља). Титулу намесника Ердеља је једно време делио с Николом Илочким (мађ. Mihály Újlaki).

## Јанош Хуњади и Балкан
Јанош Хуњади је активно учествовао у борбама против Турака. У јесен 1441. године упао је у Србију, а у повратку је савладао смедеревског санџакбега Исака. Следеће 1442. године потукао је у Ердељу Мезид-бега, а потом потиснуо Турке из Влашке, одневши победу над румелијским беглербегом Шехабедином на реци Јаломници.
Низ Хуњадијевих победа улио је наду у могућност коначног ослобођења од Турака. Почетком 1443. сабор у Будиму одобрио је покретање крсташког похода. После опсежних припрема, у јесен 1443. савезничка војска под командом краља Владислава, Јанка Хуњадија и деспота Ђурђа Бранковића прешла је преко Дунава у Србију, чиме је отпочела Дуга војна. У првом сукобу, између града Бовна код Алексинца и Ниша, потучен је румелијски беглербег Касим, а потом је продор настављен преко Ниша и Пирота све до Софије. Даље напредовање онемогућили су велика хладноћа, несташица хране и јак турски отпор, па се изнемогла војска повлачила преко Србије и тек у фебруару 1444. ушла у Будим.
Током пролећа и лета 1444. године вођени су мировни преговори с Турцима који су окончани крајем јула у Сегедину. Деспот Ђурађ Бранковић, да би подржао потписивање мировног споразума, поткупио је Хуњадија дарујући му град Вилагош. После овога Угарска је примила султанову понуду и Хуњади је прихватио, у краљево име, мировни уговор. Међутим, папин легат кардинал Ћезарини је подстицао младог краља на даљи рат све до истеривања Турака. По кардиналовом тумачењу мир склопљен са неверницима није пуноважан тако да је ослободио Владислава положене заклетве.

### Битка код Варне
Два дана по потписивању примирја, краљ Владислав је одбацио уговор, у чему га је подржао Ћезарини под изговором да уговор ступа на снагу само ако га прихвати папа. Расположење за рат распламсало се у Угарској, хранећи се гласовима о томе како ће се венецијанска флота супротставити турској армади на Босфору. Ипак, скупљено је много мање војске и средстава него у претходном рату. Поред тога, деспот Ђурађ Бранковић је свесно одбио да се прикључи крсташима, процењујући да су поход из 1443. и склопљени уговор о миру представљали максималан успех.
У другој половини септембра 1444, краљ Владислав је пошао у рат прешавши преко Дунава код Оршаве и наставио кроз Бугарску према Варни. Из Азије, преко Једрена, ка Варни је хитао Мурат II, и 10. новембра је убедљиво потукао крсташе.
У бици су погинули млади краљ Владислав III и кардинал Јулијан Ћезарини. Према неким савременим изворима, Јанко је посредно крив за Владислављеву смрт јер га је подстицао да младалачки несмотрено доказује своје јунаштво. Наиме, краљ је с малом групом људи јурнуо у јаничарске редове где је, окружен непријатељима, пао с коња и потом одмах убијен. Противречне вести о Владислављевој погибији допринеле су да се убрзо потом исплету различите легенде.
Јанко се после Владислављеве смрти повукао према Влашкој, али га је приликом бекства ухватио влашки војвода Дракул и бацио у тамницу. Јанко се убрзо ослободио посредовањем угарских сталежа и енергично почео да припрема одговор за пораз на Варни.
Деспот Ђурађ Бранковић није учествовао у овој бици јер се Сегединским миром обавезао на верност. После победе на Варни, Мурат II повукао се у Анадолију предавши престо сину Мехмеду, касније названом Мехмед Освајач.

## Хуњади као регент Мађарске

### Хуњади као владар
Фебруара 1445. године у Стоном Београду (Székesfehérvár), и потом крајем априла у Пешти, састао се сабор владара и црквених поглавара (Дијета) на коме је требало да се реши питање наследника престола, али и да се предузму мере за одбрану против Турака. Створена је привремена управа од пет капетана, међу којима је био и Хуњади као капетан Ердеља и четири округа (vármegye), (мађ. Körösvidék).
Током 1445. године Хуњади је наставио експедиције против Турака стигавши до Никопоља, потиснуо влашког војводу Дракула и на његово место поставио претендента Дана. У међувремену, услед снажних унутрашњих превирања, привремена управа је дала намесништво Хуњадију и 5. јуна 1446. године, у име Ладислава V Посмрчета, прогласила га за губернатора Угарске (Regni Gubernator).
Хуњадијев први потез као намесника је био да крене против немачког краља Фридриха III (Friedrich III), који је одбио да пусти Ладислава V. После пустошења Штајерске, Крањске и Корушке и претње Бечу, Хуњадија су проблеми са других страна натерали да склопи примирје са Фридрихом на две године.
Од папе Николе V је 1448. године добио златни ланац и титулу кнеза, и одмах је обновио непријатељства са Турцима. Прво што је урадио кренуо је на Косово да се сукоби са турским снагама. Битка је трајала два дана од 7. до 10. октобра 1448. По традицији, Хуњади је изгубио битку захваљујући издаји Дана II, престолонаследника Влашке, и Ђурђа Бранковића, који су пресрели Хуњадијеве савезнике, које је предводио Кастриот (Skanderbeg Gjergj Kastrioti) и спречиле их да се састану, тако да је малобројна Хуњадијева војска изгубила другу битку на Косову. Пошто је на свом путу за Косово крсташка војска пустошила и пљачкала по Србији, Хуњадија је у повратку заробио деспот Ђурађ Бранковић, који је захтевао да му се надокнади штета. Хуњади је затворен у Смедереву све док није плаћен висок откуп. После ослобађања, Хуњади је изгладио размирице у држави и повео казнену експедицију против Бранковића, кога је поразио и наметнуо му тешке мировне услове.
Године 1450. Хуњади је отишао у тадашњу престоницу Мађарске Братиславу (Pozsony) да би уговорио пуштање Ладислава V, са Фридрихом III, али без успеха. Хуњадијеви политички непријатељи су га оптужили да хоће да преузме тоталну власт и правили му још многе смицалице. Да би унео мало мира у свој живот и доказао да је све ово радио за добро Мађарске, одрекао се власти и наслова регента. По повратку у Мађарску 1453. године, ослобођени краљ Ладислав именовао је Хуњадија грофом Бестерце и генералним капетаном краљевства Мађарске. Од краља је такође добио још једно знамење у грбу Бестерце лавове.

### Одбрана Београда и смрт
У међувремену „Источно питање“ је поново постало актуелно за Мађарску. После пада Константинопоља, 1453. године, Мехмед II је поново бацио поглед на Балкан.

Прва битка се одиграла код Крушевца 1454. године, где је Хуњади до ногу потукао Фериз бега и тиме се још једном доказао као успешан борац против Турака.
Поучен тиме, султан Мехмед је спремио велику војску појачану ратним бродовима. Први циљ Турака је био Београд. Хуњади је одмах кренуо за Београд (Nándorfehérvár) припремајући се за одбрану града. Војску је спремио о свом трошку, припремио је град за одбрану, команду оставио свом шураку Михаљу Силађију (Mihály Szilágyi) и старијем сину Ласлу Хуњадију (László Hunyady), а сам Хуњади је у међувремену припремио флоту од две стотине бродова. Хуњади је своју војску овај пут скупио као за „бити или не бити“. Хришћани са свих страна, предвођени славним проповедником Јованом Капистраном, многи и ненаоружани, скупили су се да би заједничким снагама одбили Турке.
Битка на Дунаву се одиграла 14. јула 1456. године и мађарске снаге су тешко поразиле турску флоту. И на копну су се низали успеси па је тако Хуњади разбио Турке 21 и 22. јула 1456.. У једној смелој акцији бранитељи су изишли изван зидина Београда, заробили турску артиљерију и опљачкали султанов логор. И сам Мехмед се лично, на челу своје пратње, упустио у битку, али је, након што је рањен у бедро, наредио повлачење. Овом победом Јанош Хуњади је обезбедио мир на југоисточним границама Угарске у наредних 70 година.
У току припрема за ову битку и за време њеног трајања, папа Калист III је наредио да црквена звона свакога дана у подне позивају све вернике на молитву за победу хришћана. Будући да папа никада није повукао наредбу, од тог времена па до данас на свим хришћанским црквама се оглашавају подневна звона.
Три недеље после победе, у околини Београда, па тако и у кампу Хуњадијеве војске, избила је куга као последица великог броја непокопаних лешева. И сам оболео од куге, Јанош Хуњади је умро 11. августа 1456. године у Земуну (или Илоку?), а недуго за њим и његов саборац Јован Капистран. Доцније су Хуњадијеви остаци премештени у катедралу у Ердељском Београду, поред остатака његовог старијег брата.

## Значај
О заробљавању Јанка Хуњадија од стране деспота Ђурђа Бранковића говори најстарија сачувана песма на српском језику, "Орао се вијаше над градом Смедеревом".
Због своје изузетно мудре политике, привржености хришћанству и војним успесима постао је популаран у целом Мађарском краљевству као заштитник слабих, без обзира на националност, и његов лик је доживео да га сви присвајају као свог хероја.
У Румунији истичу његов живот у Влашкој и његово ондашње порекло, не спомињући пуно његове успехе и заслуге ван тога, мада је, истини на вољу, Хуњади утицао на постављање Стефана III (Stephen III of Moldavia) и Влада III (Vlad III of Wallachia) и одиграо велику улогу и у румунској историји.
Традиционално, Јанош Хуњади је народни херој и у Мађарској и у Румунији, а такође у причама осталих народа (па и Срба).
Историјске чињенице, по мађарским изворима, јесу да му је отац био Србин (по деди Серб-у, мађарски Србин=Szerb) а мајка Мађарица, родио се у крају насељеном Власима и био велики хришћанин.
Војно је такође оставио трагове, зато што је поред устаљених гломазних средњовековних армија, користио и мале, брзе јединице које су уносиле панику међу непријатеље. Поред тога, схватао је непоузданост феудалних војски и ослањао се на добро опремљене и увежбане одреде најамника. Захваљујући искуству из хуситских ратова и ратова са Османлијама, са успехом је користио комбинацију традиционално наоружане коњице и ушанчене пешадије наоружане ватреним оружјем.
Мада је остао неписмен скоро до краја живота, његове дипломатске, тактичке и опште војне способности су му омогућиле да служи и влада својом земљом. После његове смрти папа Калист III је, осврћући се на Хуњадијеву борбу против османске опасности, изјавио: једна од светлости хришћанства се угасила.
По њему се зове Јанкова клисура и основна школа у Чантавиру.

## Име у осталим језицима
- енгл. ;
- рум.  од Ioan Corvin;
- алб. ;
- буг. ;
- хрв. ;
- грч. ;
- слч. ;
- тур. ;
- срп. );